# Kelly Vainlo
Kelly Vainlo (* 28. August 1995) ist eine ehemalige estnische Biathletin und Skilangläuferin.
Kelly Vainlo startet für Nomme Sportclub. Sie nahm im Skilanglauf an den Junioren-Skiweltmeisterschaften 2011 in Otepää teil, wo sie 54. über 5 Kilometer Freistil wurde. Ein Jahr später nahm sie in Innsbruck bei den ersten Olympischen Jugend-Winterspiele 2012 teil und belegte die Ränge 21 über 5 Kilometer Klassisch, 25 im Freistil-Sprint und acht mit der Mixed-Staffel. 2013 folgten weitere Einsätze beim European Youth Olympic Festival in Predeal. Über 7,5 Kilometer Freistil wurde sie 27., über 5 Kilometer Klassisch und im Freistil-Sprint 34. sowie 15. in der Mixed-Staffel.
An ihren ersten internationalen Meisterschaften bei den Frauen nahm Vainlo in Haanja im Rahmen der Sommerbiathlon-Europameisterschaften 2013 teil, wo sie 24. des Sprints und 22. der Verfolgung wurde.